# Orri Óskarsson
Orri Steinn Óskarsson (Reykjavík, 29 de agosto de 2004) é um futebolista islandês que atua como atacante. Atualmente, joga pela Real Sociedad e pela Seleção Islandesa de Futebol.

## Carreira

### Grótta
Orri veio da base do Grótta, no seu país natal. Ele fez sua estreia profissional com o clube em 18 de agosto de 2018, com 13 anos e 354 dias, quando entrou como substituto na partida contra o Höttur, marcando dois gols em uma vitória por 5–0, em partida válida pela terceira divisão da Islândia. No total, ele jogou três jogos e marcou três gols em sua primeira temporada, já que o clube foi promovido para a segunda divisão sob a gestão de seu pai. Ele jogou 12 jogos de 22 e marcou 1 gol na temporada seguinte na segunda divisão, já que o Grótta foi promovido novamente, desta vez para a primeira divisão.

### Copenhague
Após a temporada de 2019, foi anunciado que Orri se juntaria ao Copenhague, da Dinamarca, na janela de verão de 2020. Ele fez sua estreia profissional pelo clube dinamarquês em 22 de maio de 2022, durante o último jogo daquela temporada — uma vitória em casa por 3–0 contra o Aalborg, poucos dias antes de assinar uma extensão de contrato com o clube, que se sagrou campeão dinamarquês.
Em 31 de janeiro de 2023, ele se juntou ao Sønderjyske, da segunda divisão dinamarquesa, por empréstimo pelo resto da temporada. Após seu retorno ao Copenhague, ele marcou um hat-trick na vitória por 6–3 sobre o Breiðablik, treinado por seu pai, na segunda rodada de qualificação da Liga dos Campeões de 2023–24.

### Real Sociedad
Em 30 de agosto de 2024, Orri se transferiu à Real Sociedad, assinando um contrato até 2030 com o clube basco. Dois dias depois, estreou no empate com o Getafe fora de casa por 0–0. No dia 28 de setembro, marcou seu primeiro gol na vitória sobre o Valencia por 3–0, fazendo um doblete.

## Vida pessoal
Seu pai, Óskar Hrafn Þorvaldsson, é ex-jogador de futebol internacional e atual treinador. Óskar treinou o Grótta nas categorias de base e no time titular, enquanto Orri jogava pelo clube.

## Títulos
Grótta
- Segunda Divisão Islandesa: 2019

Copenhague
- Campeonato Dinamarquês de Futebol: 2021–22[14] e 2022–23
- Copa da Dinamarca: 2022–23